# 黄金の羅針盤
『黄金の羅針盤』（原題はNorthern Lights、北アメリカやその他の国ではThe Golden Compassとして知られる）は、フィリップ・プルマン著、UKスカラスティック社が1995年に出版したヤングアダルト向けファンタジー小説である。並行世界を舞台に主人公ライラ・ベラクアが、失踪した友人ロジャー・パースロウと、「ダスト」と呼ばれる謎の物質を調査している囚われたおじアスリエル卿を探し求めて向かう北極への旅を描く。『黄金の羅針盤』は三部作から成る『ライラの冒険』（1995年～2000年）の中の最初の作品である。アルフレッド・A・クノップが1996年4月、『黄金の羅針盤』と名付けて最初のアメリカ版を出版した。2007年、その題名を元にハリウッドによって長編映画、そして同時期にゲームとして翻案され、2019年にはドラマシリーズとなった。
プルマンは1995年、その年の極めて優れた英国児童文学を顕彰するカーネギー賞のメダルをイギリス図書館協会から獲得した。カーネギー賞70周年記念に、作品は委員会によって一般投票用の10の作品の1つに選ばれ、史上最も気に入られている作品を選ぶ一般投票によるものである。 『黄金の羅針盤』は選抜候補リストのなかから国民投票を得て、2007年6月21日今までで最も優れた作品として「カーネギー・オブ・カーネギー」を受賞した。

## 概要

### 設定
この小説の世界は、活動的に異端を抑圧するマジステリウム（教会とも呼ばれる）という国際的神権政治によって支配された世界という設定である。この世界では、人間の魂は生まれつき彼らの身体の外に知覚できる「ダイモン（守護精霊）」という形で存在している。ダイモンは喋る動物の精霊であり常に共にいることで人間を助け、安心させる。子供達のダイモンはいつでも即座にどんな現実の生物、架空の生物にも姿形を変えることができる。しかし、一度思春期に達してしまうと彼らのダイモンは永久に一つの形に落ち着く。

### あらすじ
12歳のライラ・ベラクアは学寮長のもと、オックスフォード大学ジョーダン学寮の周りをダイモンのパンタライモンと共に気ままに走り回っていた。ある日、彼女は学寮長が、ライラの反抗的で活動的なおじ、アスリエル卿のワインに毒を入れるところを目撃する。ライラがアスリエルに警告し、アスリエルの「ダスト」についての講義を見張る。謎の素粒子ダストは子供たちよりも大人に多く降りていること、そして北極光を通して見える並行世界の写真についての講義であった。オックスフォードの学者たちは、圧迫的な教会に異端とされるであろう彼の調査に資金を提供することに同意する。
ライラの友人ロジャーが失踪し、「ゴブラー」として知られる子供の誘拐犯による誘拐だと推測された。ライラは魅力的で社交界の名士であるコールター夫人に引き取られる。ライラがジョーダン学寮を去る前、学寮長はライラに真実を教えてくれる装置、アレシオメーター（真理計）を密かに託した。ライラはそれを直感的にすぐ使えるようになる。
数週間後、ライラはコールター夫人が教会から資金援助を受けている秘密プロジェクトであるゴブラーのリーダーであることを知る。ぞっとしたライラは急いで逃げ、子供達の多くが誘拐されているという、運河を渡り歩いて生活する船上生活民族ジプシャンのもとに逃げ込んだ。彼らはアスリエル卿とコールター夫人がライラの両親であると明かす。
ジプシャンはゴブラーが彼らの子供達を幽閉していると考えられる北極へ向かう遠征隊を結成する。彼らはトロールサンドに停泊し、ライラはそこでパンサービョルネという鎧熊一族の王座を失ったイオレク・バーニソンに出会う。ライラはイオレクとイオレクの人間の友人、気球乗りのリー・スコーズビーがライラの隊に加わることと引き換えにイオレクが失った鎧の在り処を真理計を使って突き止めた。ライラはアスリエル卿が追放され、スバールバルのパンサービョルネによって監禁されていることも知る。トロールサンドの魔女の領事はジプシャンに彼女が知ってはならない予言を伝えその上、魔女一族が戦争のどちら側につくかを選んでいると伝える。
一行はボルバンガーへ向かい続け、ゴブラーの研究基地を探す。真理計の導きにより、ライラは村に回り道し、誘拐された少年がダイモンを切り離されまもなく死ぬであろう状態であるのを見つける。ライラはゴブラーが、人間とダイモンの間にある結びつきを引き離す、インターシジョンと呼ばれる魂を切り離す工程の実験を子供達で行っていることに気がつく。ライラと一行は賞金稼ぎによって襲撃を受けライラは捕らえられてボルバンガーに連れて行かれ、そこでロジャーに再会する。
コールター夫人が到着しライラとパンタライモンがまさに引き離されようとしているところを止めると、コールター夫人はライラに、インターシジョンは厄介な大人の感情の始まりを防ぐ方法なのだと伝える。ライラがボルバンガーの非常警報を鳴らし基地に火を付け火事を起こすことで引きつけて、子供達を率いて外に出るとスコーズビー、イオレク、ジプシャンたち、セラフィナ・ペカーラの空飛ぶ魔女一族によって助けられる。ライラ、ロジャー、イオレクは戦いが起こる最中、スコーズビーの熱気球で逃げ出す。ライラは魔女たちに指示して熱気球を引っ張らせながらアスリエル卿が追放されたスバールバルの追放中の棲家へ向かうが、ライラは落とされパンサービョルネにより、イオレクの王位を強奪した鎧熊の王イオファー・ラクニソンの城に連れて行かれた。ライラはイオファーをイオレクと戦うように誑かし、イオレクと一行はライラを助けに現れる。イオレクはイオファーを殺し、正当な王としての地位を取り戻す。
ライラ、イオレク、そしてロジャーはスバールバルへ旅だち、アスリエル卿はその流刑地で彼のダストの調査を続けていた。彼はライラにダストについて知る全てを伝えた。ダストは並行世界で生み出されこちらの世界に降り注いでるものであり、何らかの形で死や苦しみにつながるものであり、教会は原罪の物質的証拠だと決めているのだ。アスリエル卿は並行世界を訪れダストの源を破壊する計画を立てている。突然、彼はロジャーをダイモンを引き離し殺すことで莫大なエネルギーを放出し、並行世界へとつながる北極光の穴を引き裂くと彼は新しい世界へと歩き出す。ライラは打ちのめされるも、ダストは邪悪なものではなく良い影響のものだと判断する。アスリエル卿を止めることを誓い、ライラとパンタライモンは空に空いた穴へと向かって歩き始めた。

## 題名

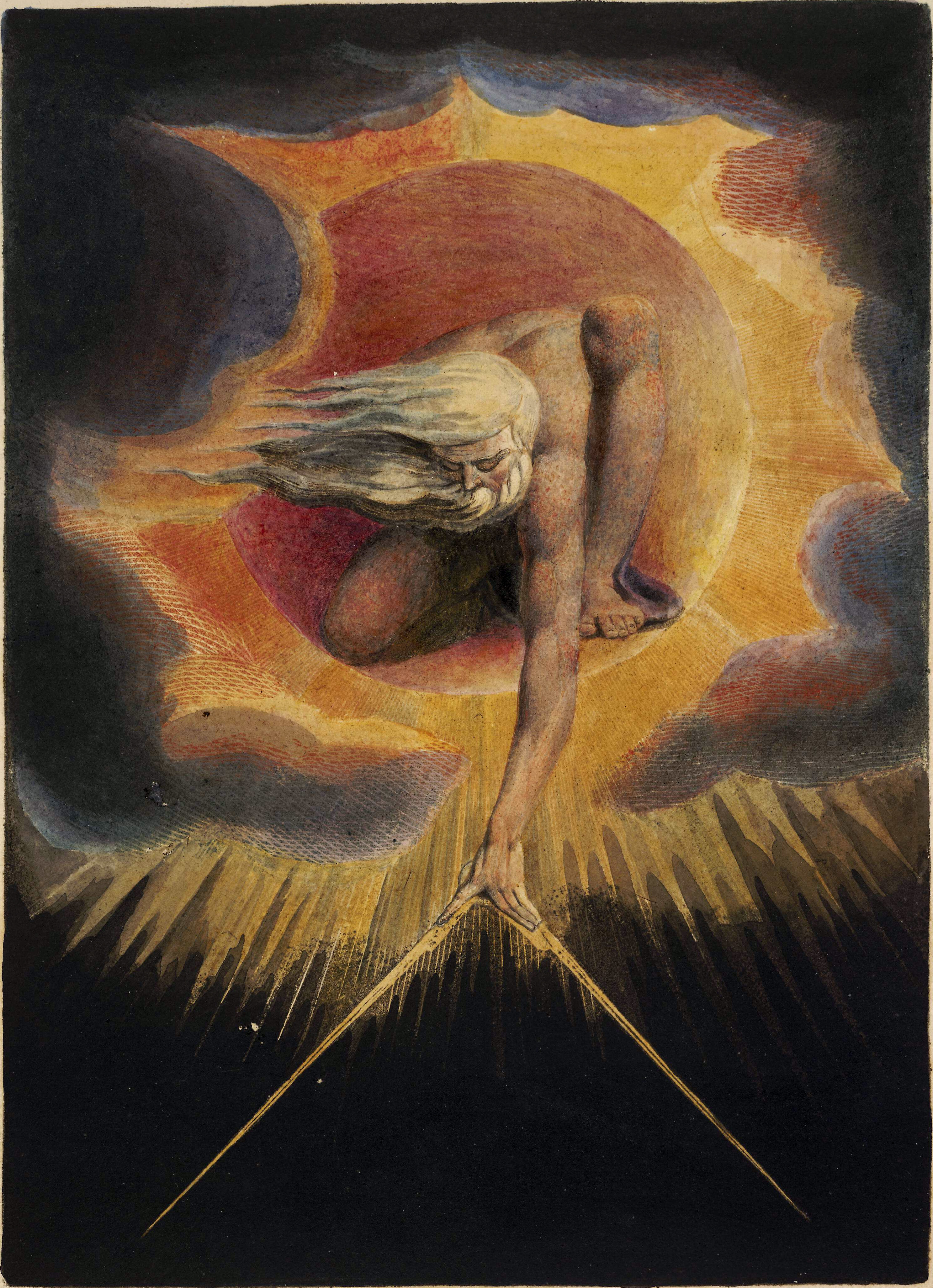
ウィリアム・ブレイク作、黄金のコンパスを扱う神

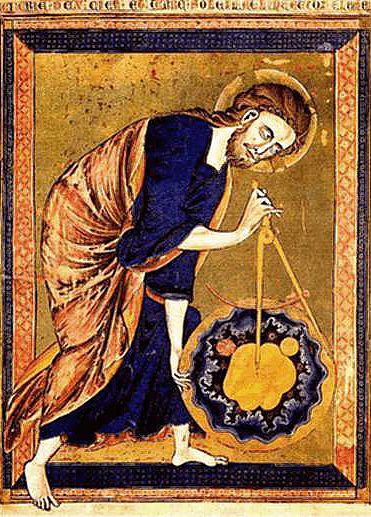
13 世紀に描かれた作者不詳の中世彩色写本、幾何学者としてのイエス

小説出版前の期間、刊行予定の三部作はイギリス国内で、神の詩的な世界の描写に言及する『黄金の羅針盤』として知られていた。その用語はジョン・ミルトンの『失楽園』 の言葉、かつて神が天地創造の際に万物の境界を定めた製図用コンパス（第7巻、224-229行）を意味する。
アメリカでは出版社のクノップが1巻を『黄金の羅針盤』（The Golden Compass）（単数表記）と呼んでいた。それはライラのアレシオメーター（本項目英語版記事の一番上に写真が出ている本の表紙に描かれているもの）が航行コンパスの装置に似ており、それに言及していると間違って理解したためである。プルマンが三部作の題名として『ライラの冒険』（His Dark Materials）を『黄金の羅針盤』（The Golden Compasses）とともに取り換える時までには、アメリカの出版社は原案にとても愛着を持っていたためイギリスやオーストラリアで使われていた題名ノーザンライツ(Northern Lights)よりも『黄金の羅針盤』として1巻を出版すると主張した。

## 日本語訳
日本語版は新潮社より大久保寛訳で1999年に刊行され、2003年に文庫化された。

## 評価

### 受賞
『黄金の羅針盤』は、イギリス児童文学書のためのカーネギー賞 と、一人の作家が生涯で一度だけしか受賞できないガーディアン賞を受賞した。2011年までの45年間で二つの賞をどちらも受賞した作品は6作しかない。

### 宗教
一部の評論家はこの三部作と映画は教会と宗教を否定的に描いていると断言する。一方で、特に前カンタベリー大主教のローワン・ウィリアムズ博士はプルマンの作品は宗教教育コースに取り入れられるべきだと主張した。ピーター・ヒッチェンズはライラの冒険シリーズをC.S.ルイスの『ナルニア国物語』に直接反論しているとみなす。文芸評論家でイリノイ州ホイートン大学のアラン・ジェイコブスはプルマンは有神論者の世界観をルソー主義者の世界観に置き換えてナルニアシリーズを書き直したのだと主張する。

## 翻案とビデオゲーム
小説を翻案した長編映画は『ライラの冒険 黄金の羅針盤』と名付けられ2007年12月に一般公開された。脚本は映画の監督でもあるクリス・ワイツによって翻案された。ダコタ・ブルー・リチャーズはライラを演じ今作がデビュー作となった。他ニコール・キッドマン、ダニエル・クレイグ、エヴァ・グリーン、イアン・マッケラン、サム・エリオット、デレク・ジャコビ、クリストファー・リーが出演者に含まれる。
1996年、ナターシャ・リチャードソンが『黄金の羅針盤』のオーディオブック版のナレーションを務めた。『ライラの冒険』はBBCワールドワイドによって脚色要約されたものが2003年1月1日に出版された。省略していない翻案物もBBCオーディオブックによって出版された。それは著者のフィリップ・プルマンによってナレーションされ、ライラ役でジョアンナ・ワイアット、コールター夫人役でアリソン・ダウリング、アスリエル卿とイオレク・バーニソンの役でショーン・バレット、船長とファーダー・コーラムの役でスティーヴン・ソーンが出演している。
ロンドンにあるロイヤル・ナショナル・シアターでは2003年から2004年にかけて三部作を二部編成で舞台上演した。
映画の翻案であるビデオゲーム『ライラの冒険～黄金の羅針盤～』はシャーニーエンターテイメントにより開発されセガによって2007年12月4日に発売された。プレイヤーらはライラの役割を引き受け、ゴブラーとして知られる謎の組織に誘拐された友人を助けるために北の荒野をよろい熊やライラのダイモンパンタライモン(パン）と旅をする。彼らは真理計アレシオメーターのほかに、大地を探検するための道具などを使い、ライラの友人を助けるために対立を通して活路を見出さなければならない。『ライラの冒険～黄金の羅針盤～』は戦闘、謎解きを三つのキャラクターで行うのが特徴である。
2015年11月、バッドウルフとニューライン・シネマプロダクションによりライラシリーズの新テレビ版が作られる予定であることをBBCが発表した。2019年、HBOとBBCの共同製作によりドラマシリーズ『ダーク・マテリアルズ/黄金の羅針盤』のシリーズ1が放送された。2020年11月にはシリーズ2が放送、2022年12月シリーズ3が放送された。